# Radomír Prasek
Radomír Prasek (* 10. července 1970) je bývalý český fotbalista, útočník.

## Fotbalová kariéra
Začínal ve Strahovicích. V české lize hrál za Kaučuk Opava. Nastoupil v 53 ligových utkáních a dal 13 gólů.

## Ligová bilance
| Ročník                               | Zápasy | Góly | Klub            |
| ------------------------------------ | ------ | ---- | --------------- |
| Česká národní fotbalová liga 1987/88 | 5      | 2    | Ostroj Opava    |
| Česká národní fotbalová liga 1988/89 | 18     | 2    | Ostroj Opava    |
| Česká národní fotbalová liga 1990/91 | -      | 1    | Ostroj Opava    |
| Českomoravská fotbalová liga 1991/92 | -      | 5    | FK Ostroj Opava |
| Českomoravská fotbalová liga 1992/93 | -      | 5    | FK Ostroj Opava |
| 2. česká fotbalová liga 1993/94      | -      | 2    | FK Ostroj Opava |
| 2. česká fotbalová liga 1994/95      | -      | 5    | FK Ostroj Opava |
| 1. česká fotbalová liga 1995/96      | 15     | 4    | Kaučuk Opava    |
| 1. česká fotbalová liga 1996/97      | 9      | 0    | Kaučuk Opava    |
| Gambrinus liga 1998/99               | 23     | 9    | Kaučuk Opava    |
| Gambrinus liga 1999/00               | 6      | 0    | Kaučuk Opava    |
| 2. česká fotbalová liga 2000/01      | 7      | 0    | SFC Opava       |
| CELKEM 1. liga                       | 53     | 13   |                 |